# توچین، استان سیلسیان پایینی
توچین، استان سیلسیان پایینی (به لاتین: Tuszyn, Lower Silesian Voivodeship) یک منطقهٔ مسکونی در لهستان است که در Gmina Dzierżoniów واقع شده‌است.

## خصوصیات
توچین ۳۳۰ نفر جمعیت دارد.